# Nejchytřejší Čech

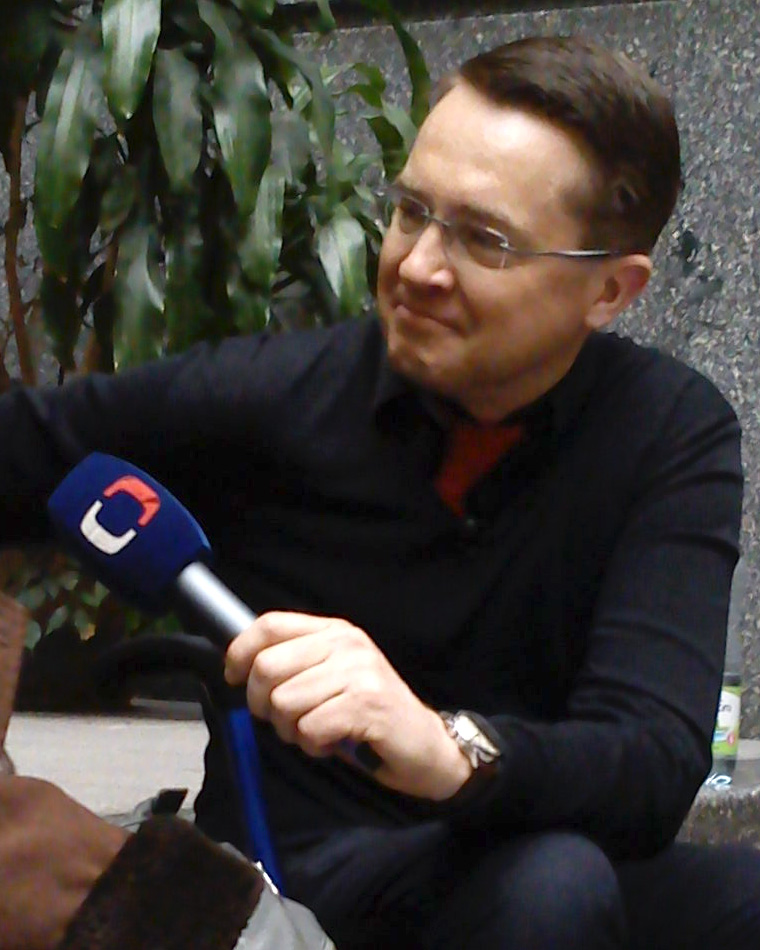
Roman Šmucler při natáčení druhé řady soutěže Nejchytřejší Čech (duben 2015)

Nejchytřejší Čech je televizní soutěž vysílaná Českou televizí v roce 2014 a 2016. Soutěž režíroval Roman Petrenko.

## Princip
Soutěž se skládá z šesti soutěžních večerů. V prvních čtyřech se představí vždy šest nových soutěžících a z každého postoupí vítěz přímo do finále. Pátý večer se utkají 4 soutěžící, kteří skončili na druhém místě a do finále postoupí ještě jeden nebo jedna z nich.
Ve finále soutěží pět finalistů v disciplínách, kde je důležitá pohotovost, bystrost a logika.

## Historie
Nápad hledat nejchytřejšího člověka z národa vznikl v Německu v televizi ARD, kde si formát vyzkoušeli v roce 2011.
Česká televize zakoupila práva na formát Nejchytřejší Čech od firmy Zodiak, která je vlastníkem práv pro celý svět. Na obrazovky ho poprvé uvedla v průběhu roku 2014.

## Moderátoři
Moderátory obou řad soutěže jsou Roman Šmucler a režisér Jiří Havelka v roli pouličního vědce.

## Výhry
V první řadě vysílání měl vítěz možnost zvolit si milion korun českých v hotovosti nebo pět zlatých čtyřicetidukátů s motivem Jana Amose Komenského od výrobce České mincovny.
V druhé řadě vysílání si vítěz mohl vybrat mezi milionem korun českých v hotovosti a medailemi s motivem Karla IV.
Motivy obou typů dukátů vytvořil výtvarník Oldřich Kulhánek.

## Vítězové
Výhercem první řady soutěže se stal student ekonomie na pražské Karlově univerzitě Jiří Šafka. Zvolil si výhru ve zlatě.
Výhercem druhé řady soutěže se stal Viktor Dekoj, hráč na lesní roh v Hudbě Hradní stráže a Policie ČR.